# Liste des monuments historiques de Baerle-Duc
Cette page regroupe l'ensemble des monuments classés de la ville de Baerle-Duc dans la province d'Anvers en Belgique.
| Objet                                                       | Statut du classement? | Année de construction/architecte | Section communale | Adresse                        | Coordonnées                      | Numéro d'inventaire | Illustration                                        |
| ----------------------------------------------------------- | --------------------- | -------------------------------- | ----------------- | ------------------------------ | -------------------------------- | ------------------- | --------------------------------------------------- |
| (nl) Wegkapel                                               |                       |                                  | Baarle-Hertog     | Zondereigen 82_2               | 51° 24′ 28″ nord, 4° 53′ 09″ est | 88397               | Téléverser                                          |
| (nl) Parochiekerk Sint-Rumoldus                             |                       |                                  | Baarle-Hertog     | Zondereigen 6                  | 51° 24′ 25″ nord, 4° 53′ 37″ est | 46416               | (nl) Parochiekerk Sint-Rumoldus                     |
| (nl) Dubbelhuisje in eclectische stijl                      |                       |                                  | Baarle-Hertog     | Zondereigen 10                 | 51° 24′ 24″ nord, 4° 53′ 46″ est | 46424               | Téléverser                                          |
| (nl) Vrije kleuterschool De Horizon                         |                       |                                  | Baarle-Hertog     | Zondereigen 7                  | 51° 24′ 25″ nord, 4° 53′ 40″ est | 46422               | Téléverser                                          |
| (nl) Langgschuur                                            |                       |                                  | Baarle-Hertog     | Zondereigen 11                 | 51° 24′ 24″ nord, 4° 53′ 49″ est | 46425               | Téléverser                                          |
| (nl) Hoeve                                                  |                       |                                  | Baarle-Hertog     | Oordeelstraat 8                | 51° 26′ 56″ nord, 4° 56′ 53″ est | 46398               | Téléverser                                          |
| (nl) Brandweerpost en parochiezaal Sint-Rumoldus            |                       |                                  | Baarle-Hertog     | Zondereigen 84                 | 51° 24′ 25″ nord, 4° 53′ 35″ est | 46421               | Téléverser                                          |
| (nl) Brandweerpost en parochiezaal Sint-Rumoldus            |                       |                                  | Baarle-Hertog     | Zondereigen 83                 | 51° 24′ 25″ nord, 4° 53′ 35″ est | 46421               | Téléverser                                          |
| (nl) Dubbelhuis                                             |                       |                                  | Baarle-Hertog     | Zondereigen 21                 | 51° 24′ 23″ nord, 4° 53′ 41″ est | 46426               | Téléverser                                          |
| (nl) Enkelhuis                                              |                       |                                  | Baarle-Hertog     | Zondereigen 75                 | 51° 24′ 20″ nord, 4° 53′ 32″ est | 46420               | Téléverser                                          |
| (nl) Woonstalhuis                                           |                       |                                  | Baarle-Hertog     | Zondereigen 8                  | 51° 24′ 26″ nord, 4° 53′ 41″ est | 46423               | Téléverser                                          |
| (nl) Dubbelhuis                                             |                       |                                  | Baarle-Hertog     | Zondereigen 71                 | 51° 24′ 18″ nord, 4° 53′ 30″ est | 46419               | Téléverser                                          |
| (nl) Sint-Jozefkapel                                        |                       |                                  | Baarle-Hertog     | Zondereigen                    | 51° 24′ 07″ nord, 4° 53′ 17″ est | 46418               | Téléverser                                          |
| (nl) Dorpshuis                                              |                       |                                  | Baarle-Hertog     | Oosteinde 6                    | 51° 26′ 39″ nord, 4° 56′ 03″ est | 46401               | Téléverser                                          |
| (nl) Dubbelhuizen                                           |                       |                                  | Baarle-Hertog     | Zondereigen 42                 | 51° 24′ 13″ nord, 4° 53′ 31″ est | 46417               | Téléverser                                          |
| (nl) Kapel van Onze-Lieve-Vrouw van de Vrede                |                       |                                  | Baarle-Hertog     | Turnhoutseweg                  | 51° 25′ 58″ nord, 4° 55′ 53″ est | 46415               | Téléverser                                          |
| (nl) Vrijstaande langsschuur                                |                       |                                  | Baarle-Hertog     | Tommel 17                      | 51° 26′ 02″ nord, 4° 55′ 32″ est | 46414               | Téléverser                                          |
| (nl) Wegkapel                                               |                       |                                  | Baarle-Hertog     | Zondereigen                    | 51° 24′ 22″ nord, 4° 53′ 56″ est | 46427               | Téléverser                                          |
| (nl) Herenhuis Het Kasteeltje                               |                       |                                  | Baarle-Hertog     | Pastoor de Katerstraat 3       | 51° 26′ 31″ nord, 4° 55′ 33″ est | 46404               | Téléverser                                          |
| (nl) Taverne en feestzaal De Verboden Vrucht                |                       |                                  | Baarle-Hertog     | Oosteinde 2                    | 51° 26′ 38″ nord, 4° 56′ 01″ est | 46400               | Téléverser                                          |
| (nl) Hoeve met losse bestanddelen                           |                       |                                  | Baarle-Hertog     | Oordeelstraat 11               | 51° 26′ 59″ nord, 4° 56′ 59″ est | 46399               | Téléverser                                          |
| (nl) Dubbelhuizen                                           |                       |                                  | Baarle-Hertog     | Zondereigen 43                 | 51° 24′ 13″ nord, 4° 53′ 31″ est | 46417               | Téléverser                                          |
| (nl) Eclectisch dubbelhuis                                  |                       |                                  | Baarle-Hertog     | Pastoor de Katerstraat 2       | 51° 26′ 31″ nord, 4° 55′ 34″ est | 46403               | Téléverser                                          |
| (nl) Hoeve met aangepast woonstalhuis                       |                       |                                  | Baarle-Hertog     | Tommel 5                       | 51° 26′ 01″ nord, 4° 55′ 38″ est | 46412               | Téléverser                                          |
| (nl) Wederopgebouwde hoeven                                 |                       |                                  | Baarle-Hertog     | Gierlestraat 37                | 51° 25′ 58″ nord, 4° 56′ 09″ est | 46374               | Téléverser                                          |
| (nl) Enkel- en dubbelhuis                                   |                       |                                  | Baarle-Hertog     | Molenstraat 41                 | 51° 26′ 29″ nord, 4° 55′ 56″ est | 46397               | Téléverser                                          |
| (nl) Gebouw, woning en winkel                               |                       |                                  | Baarle-Hertog     | Pastoor de Katerstraat 34      | 51° 26′ 34″ nord, 4° 55′ 22″ est | 46411               | Téléverser                                          |
| (nl) Dubbelhuis                                             |                       |                                  | Baarle-Hertog     | Pastoor de Katerstraat 33      | 51° 26′ 33″ nord, 4° 55′ 21″ est | 46410               | Téléverser                                          |
| (nl) Dubbelhuis                                             |                       |                                  | Baarle-Hertog     | Pastoor de Katerstraat 24      | 51° 26′ 32″ nord, 4° 55′ 24″ est | 46409               | Téléverser                                          |
| (nl) Hoeve met woonstalhuis                                 |                       |                                  | Baarle-Hertog     | Pastoor de Katerstraat 22      | 51° 26′ 33″ nord, 4° 55′ 26″ est | 46408               | Téléverser                                          |
| (nl) Herenhuis El Medhiz                                    |                       |                                  | Baarle-Hertog     | Pastoor de Katerstraat 21      | 51° 26′ 29″ nord, 4° 55′ 24″ est | 46407               | Téléverser                                          |
| (nl) Eclectisch dubbelhuis                                  |                       |                                  | Baarle-Hertog     | Pastoor de Katerstraat 1       | 51° 26′ 31″ nord, 4° 55′ 36″ est | 46402               | Téléverser                                          |
| (nl) Belgisch-Nederlands socio-cultureel centrum 't Kloster |                       |                                  | Baarle-Hertog     | Pastoor de Katerstraat 5       | 51° 26′ 27″ nord, 4° 55′ 33″ est | 46405               | Téléverser                                          |
| (nl) Heropgebouwd woonstalhuis                              |                       |                                  | Baarle-Hertog     | Zondereigen 85                 | 51° 24′ 25″ nord, 4° 53′ 34″ est | 46428               | Téléverser                                          |
| (nl) Dorpshuis                                              |                       |                                  | Baarle-Hertog     | Chaamseweg 7                   | 51° 26′ 39″ nord, 4° 55′ 32″ est | 46369               | Téléverser                                          |
| (nl) Eclectisch landhuis                                    |                       |                                  | Baarle-Hertog     | Burgemeester van Gilsestraat 4 | 51° 26′ 38″ nord, 4° 55′ 23″ est | 46367               | Téléverser                                          |
| (nl) Woonstalhuis                                           |                       |                                  | Baarle-Hertog     | Burgemeester van Gilsestraat 1 | 51° 26′ 37″ nord, 4° 55′ 18″ est | 46364               | Téléverser                                          |
| (nl) Hoeve                                                  |                       |                                  | Baarle-Hertog     | Alphenseweg 2                  | 51° 26′ 44″ nord, 4° 56′ 05″ est | 46363               | Téléverser                                          |
| (nl) Woonstalhuis                                           |                       |                                  | Baarle-Hertog     | Molenbaan 25                   | 51° 26′ 06″ nord, 4° 55′ 09″ est | 46389               | Téléverser                                          |
| (nl) Dubbelhuis                                             |                       |                                  | Baarle-Hertog     | Burgemeester van Gilsestraat 1 | 51° 26′ 37″ nord, 4° 55′ 18″ est | 46366               | Téléverser                                          |
| (nl) Pastorie van Sint-Remigius                             |                       |                                  | Baarle-Hertog     | Kerkstraat 5                   | 51° 26′ 32″ nord, 4° 55′ 48″ est | 46384               | Téléverser                                          |
| (nl) Pastorie van Sint-Remigius                             |                       |                                  | Baarle-Hertog     | Kerkstraat 5                   | 51° 26′ 31″ nord, 4° 55′ 49″ est | 46384               | Téléverser                                          |
| (nl) Winkelhuis                                             |                       |                                  | Baarle-Hertog     | Pastoor de Katerstraat 17      | 51° 26′ 30″ nord, 4° 55′ 26″ est | 46406               | Téléverser                                          |
| (nl) Enkelhuizen                                            |                       |                                  | Baarle-Hertog     | Enclave Grens 7                | 51° 24′ 28″ nord, 4° 56′ 08″ est | 46372               | Téléverser                                          |
| (nl) Dorpshuizen                                            |                       |                                  | Baarle-Hertog     | Kapelstraat 14                 | 51° 26′ 31″ nord, 4° 55′ 58″ est | 46375               | Téléverser                                          |
| (nl) Enkelhuizen                                            |                       |                                  | Baarle-Hertog     | Kapelstraat 24                 | 51° 26′ 30″ nord, 4° 56′ 02″ est | 46379               | Téléverser                                          |
| (nl) Enkel- en dubbelhuis                                   |                       |                                  | Baarle-Hertog     | Kapelstraat 19                 | 51° 26′ 33″ nord, 4° 56′ 04″ est | 46378               | Téléverser                                          |
| (nl) Hoeve met verbouwd woonstalhuis                        |                       |                                  | Baarle-Hertog     | Kapelstraat 17                 | 51° 26′ 33″ nord, 4° 56′ 03″ est | 46377               | Téléverser                                          |
| (nl) Hoeve                                                  |                       |                                  | Baarle-Hertog     | Kapelstraat 16                 | 51° 26′ 31″ nord, 4° 55′ 59″ est | 46376               | Téléverser                                          |
| (nl) Dorpshuizen                                            |                       |                                  | Baarle-Hertog     | Kapelstraat 12                 | 51° 26′ 31″ nord, 4° 55′ 58″ est | 46375               | Téléverser                                          |
| (nl) Wederopgebouwde hoeven                                 |                       |                                  | Baarle-Hertog     | Gierlestraat 29                | 51° 25′ 58″ nord, 4° 56′ 09″ est | 46374               | Téléverser                                          |
| (nl) Hoeve                                                  |                       |                                  | Baarle-Hertog     | Gierlestraat 27                | 51° 26′ 00″ nord, 4° 56′ 09″ est | 46373               | Téléverser                                          |
| (nl) Parochiekerk Sint-Remigius                             | Oui                   |                                  | Baarle-Hertog     | Kerkplein 1                    | 51° 26′ 33″ nord, 4° 55′ 52″ est | 46381               | (nl) Parochiekerk Sint-Remigius                     |
| (nl) Enkelhuizen                                            |                       |                                  | Baarle-Hertog     | Enclave Grens 8                | 51° 24′ 28″ nord, 4° 56′ 08″ est | 46372               | Téléverser                                          |
| (nl) Dubbelhuis                                             |                       |                                  | Baarle-Hertog     | Kerkstraat 1                   | 51° 26′ 32″ nord, 4° 55′ 50″ est | 46382               | Téléverser                                          |
| (nl) Enkelhuizen                                            |                       |                                  | Baarle-Hertog     | Enclave Grens 6                | 51° 24′ 28″ nord, 4° 56′ 08″ est | 46372               | Téléverser                                          |
| (nl) Enkelhuizen                                            |                       |                                  | Baarle-Hertog     | Enclave Grens 5                | 51° 24′ 28″ nord, 4° 56′ 08″ est | 46372               | Téléverser                                          |
| (nl) Enkelhuizen                                            |                       |                                  | Baarle-Hertog     | Enclave Grens 4                | 51° 24′ 28″ nord, 4° 56′ 08″ est | 46372               | Téléverser                                          |
| (nl) Dubbelhuizen                                           |                       |                                  | Baarle-Hertog     | Enclave Grens 3                | 51° 24′ 31″ nord, 4° 56′ 07″ est | 46371               | Téléverser                                          |
| (nl) Dubbelhuizen                                           |                       |                                  | Baarle-Hertog     | Enclave Grens 2                | 51° 24′ 31″ nord, 4° 56′ 07″ est | 46371               | Téléverser                                          |
| (nl) Enkelhuis                                              |                       |                                  | Baarle-Hertog     | Enclave Grens 1                | 51° 24′ 33″ nord, 4° 56′ 07″ est | 46370               | Téléverser                                          |
| (nl) Woonstalhuis met inscriptie E.V. BALL 1899             |                       |                                  | Baarle-Hertog     | Alphenseweg 1                  | 51° 26′ 42″ nord, 4° 56′ 03″ est | 46362               | Téléverser                                          |
| (nl) Hoeve met losse bestanddelen                           |                       |                                  | Baarle-Hertog     | Tommel 9                       | 51° 25′ 57″ nord, 4° 55′ 38″ est | 46413               | Téléverser                                          |
| (nl) Enkelhuizen                                            |                       |                                  | Baarle-Hertog     | Enclave Grens 9                | 51° 24′ 28″ nord, 4° 56′ 08″ est | 46372               | Téléverser                                          |
| (nl) Dubbelhuis, herberg en hoeve De Swaen                  | Oui                   |                                  | Baarle-Hertog     | Loveren 2                      | 51° 26′ 37″ nord, 4° 55′ 06″ est | 46388               | Téléverser                                          |
| (nl) Dorpshuis                                              |                       |                                  | Baarle-Hertog     | Molenstraat 38                 | 51° 26′ 27″ nord, 4° 55′ 55″ est | 46396               | Téléverser                                          |
| (nl) Enkelhuizen in eclectische stijl                       |                       |                                  | Baarle-Hertog     | Molenstraat 19                 | 51° 26′ 33″ nord, 4° 55′ 56″ est | 46394               | Téléverser                                          |
| (nl) Enkelhuizen in eclectische stijl                       |                       |                                  | Baarle-Hertog     | Molenstraat 17                 | 51° 26′ 33″ nord, 4° 55′ 56″ est | 46394               | Téléverser                                          |
| (nl) Enkelhuizen                                            |                       |                                  | Baarle-Hertog     | Molenstraat 9                  | 51° 26′ 34″ nord, 4° 55′ 54″ est | 46393               | Téléverser                                          |
| (nl) Enkelhuizen                                            |                       |                                  | Baarle-Hertog     | Molenstraat 7                  | 51° 26′ 34″ nord, 4° 55′ 54″ est | 46393               | Téléverser                                          |
| (nl) Dubbelhuis                                             |                       |                                  | Baarle-Hertog     | Molenstraat 6                  | 51° 26′ 31″ nord, 4° 55′ 53″ est | 46392               | Téléverser                                          |
| (nl) Herberg en winkel, Hof van Brussel                     |                       |                                  | Baarle-Hertog     | Molenstraat 4                  | 51° 26′ 32″ nord, 4° 55′ 53″ est | 46391               | Téléverser                                          |
| (nl) Woning van Leuven, dokterswoning                       |                       |                                  | Baarle-Hertog     | Kapelstraat 42                 | 51° 26′ 33″ nord, 4° 56′ 12″ est | 46380               | Téléverser                                          |
| (nl) Boerenarbeidershuisje, De Meulenbaon                   |                       |                                  | Baarle-Hertog     | Molenbaan 27                   | 51° 26′ 08″ nord, 4° 55′ 01″ est | 46390               | Téléverser                                          |
| (nl) Enkel- en dubbelhuis                                   |                       |                                  | Baarle-Hertog     | Molenstraat 39                 | 51° 26′ 29″ nord, 4° 55′ 56″ est | 46397               | Téléverser                                          |
| (nl) Eenheidsbebouwing van twee enkelhuizen                 |                       |                                  | Baarle-Hertog     | Klokkenstraat 19               | 51° 26′ 34″ nord, 4° 56′ 01″ est | 46387               | Téléverser                                          |
| (nl) Eenheidsbebouwing van twee enkelhuizen                 |                       |                                  | Baarle-Hertog     | Klokkenstraat 17               | 51° 26′ 34″ nord, 4° 56′ 01″ est | 46387               | Téléverser                                          |
| (nl) Eenheidsbebouwing van twee enkelhuizen                 |                       |                                  | Baarle-Hertog     | Klokkenstraat 15               | 51° 26′ 34″ nord, 4° 56′ 01″ est | 46387               | Téléverser                                          |
| (nl) Eenheidsbebouwing van twee enkelhuizen                 |                       |                                  | Baarle-Hertog     | Klokkenstraat 13               | 51° 26′ 34″ nord, 4° 56′ 01″ est | 46387               | Téléverser                                          |
| (nl) Eenheidsbebouwing van twee enkelhuizen                 |                       |                                  | Baarle-Hertog     | Klokkenstraat 11               | 51° 26′ 34″ nord, 4° 56′ 01″ est | 46387               | Téléverser                                          |
| (nl) Eenheidsbebouwing van twee enkelhuizen                 |                       |                                  | Baarle-Hertog     | Klokkenstraat 9                | 51° 26′ 34″ nord, 4° 56′ 01″ est | 46387               | Téléverser                                          |
| (nl) Gemeentehuis                                           |                       |                                  | Baarle-Hertog     | Kerkstraat 11                  | 51° 26′ 29″ nord, 4° 55′ 45″ est | 46386               | Téléverser                                          |
| (nl) Klooster van de zusters franciscanessen                |                       |                                  | Baarle-Hertog     | Kerkstraat 7                   | 51° 26′ 30″ nord, 4° 55′ 47″ est | 46385               | Téléverser                                          |
| (nl) Dubbelhuis, oud-gemeentehuis van Baarle-Hertog         | Oui                   |                                  | Baarle-Hertog     | Kerkstraat 4                   | 51° 26′ 32″ nord, 4° 55′ 48″ est | 46383               | (nl) Dubbelhuis, oud-gemeentehuis van Baarle-Hertog |
| (nl) Herberg en winkel, Hof van Brussel                     |                       |                                  | Baarle-Hertog     | Molenstraat 2                  | 51° 26′ 32″ nord, 4° 55′ 53″ est | 46391               | Téléverser                                          |